# Kvakač
Kvakač (znanstveno ime Nycticorax nycticorax) je nočna ptica iz družine čapelj, ki je razširjena tudi v Sloveniji.

## Opis
Kvakač doseže dolžino med 58 in 66 cm in tehta med 727 in 1014 g. Razpon peruti ima med 115 in 118 cm.
Gre za čokato čapljo s kratkim krepkim vratom in razmeroma kratkimi nogami. Spodnji del telesa odraslih osebkov je svetlo sive barve, glava, tilnik, hrbet in močan dolg kljun so črni. Zenice so temno rdeče barve. V začetku paritvenega obdobja, spomladi, se noge samcev obarvajo malinovo rdeče, iz zatilja pa požene nekaj dolgih ozkih belih peres, ki po parjenju odpadejo. Po parjenju noge postanejo rumenkaste. Samci in samice so si po večini podobni, samci pa so nekoliko večji od samic. Mladi osebki odraslim, razen po postavi, niso podobni. Perje mladih ptic je črnorjavo in sivo, posuto pa je z belkastimi do rjavkastimi lisami. Kljun mladih kvakačev je rumenkast s črnim zgornjim delom in konico.
Kvakači se hranijo z ribami, žabami, raki, majhnimi sesalci in žuželkami, ki jih lovijo v plitvinah. Za kvakače je značilno, da pri lovu uporabljajo tudi vabe, kar je pri pticah dokaj redek pojav. Običajno lovijo ponoči in zgodaj zjutraj.
Severne populacije kvakačev prezimujejo v tropski Afriki, kamor se v jesenskih nočeh selijo v majhnih jatah, medtem ko se tropske populacije te vrste ne selijo.

## Podvrste
Priznanih so štiri podvrste:
- N. n. nycticorax (Linnaeus, 1758) –  Evrazija, južno do Afrike in Madagaskarja, vzhodno do vzhodne Azije, Filipinov in Indonezijskega otočja.
- N. n. hoactli (Gmelin, 1789) – od južne Kanade do severne Argentine in severnega Čila; Havaji
- N. n. obscurus (Bonaparte, 1855) –  osrednji in južni Čilu ter jugozahodna Argentina
- N. n. falklandicus (Hartert, EJO, 1914) – Falklandski otoki